# Тимологія
У праксеології тимологія (від давн.-грецьк. θυμός «бажання, прагнення» + λογία «наука, учення») - це вивчення тих людських аспектів, які передують або викликають цілеспрямовану поведінку людини. 

## Праксеологія та тимологія
У своїй "Теорії та історії" Людвіг фон Мізес писав про взаємозв'язок між праксеологією та тимологією: 
 [Тимологія] - це те, що людина знає про те, як люди оцінюють різні обставини, про їхні бажання та прагнення та про свої плани здійснити ці бажання та прагнення. Це знання про соціальне середовище, в якому людина живе і діє, або, з істориками, про зовнішнє середовище, про яке вона дізнаєтся, вивчивши спеціальні джерела. Чому одна людина вибирає воду, а інша вино - це тимологічна (або, у традиційній термінології, психологічна) проблема. Але це не стосується праксеології та економіки. Тема праксеології та тієї її частини, яка поки що найкраще розвинена - економіки - це дія як така, а не мотиви, які спонукають людину до досягнення певних цілей.  

## Історія
Людвіг Фон Мізес писав: 
 Тимологія - це галузь історії, або, як це сформулював Коллінґвуд, вона належить до "сфери історії" ("the sphere of history"). Йдеться про розумову діяльність людей, яка визначає їхні дії . Це стосується психічних процесів, які призводять до певного виду поведінки, з реакціями розуму на умови оточення індивіда. Він має справу з чимось невидимим і нематеріальним, що неможливо сприймати методами природничих наук. Але природничі науки повинні визнати, що цей фактор повинен розглядатися як реальний і з їхньої точки зору, оскільки він є ланкою ланцюга подій, які призводять до змін у сфері, опис якої вони розглядають як специфічну сферу своїх досліджень.  

## Дивись також
- Австрійська школа
- Когнітивна наука
- Методологічний індивідуалізм
- Обмежена раціональність
- Поведінкова економіка
- Праксеологія
- Самоефективність (Self-efficacy)
- Семіотика
- Соціальні дії